# ماتياس سيلفا
ماتياس سيلفا (بالإسبانية: Matías Silva)‏ هو لاعب كرة مضرب بيروفي، ولد في 31 مارس 1984 في ليما في بيرو.

## وصلات خارجية
- ماتياس سيلفا على موقع رابطة محترفي التنس (الإنجليزية)
- ماتياس سيلفا على موقع الاتحاد الدولي لكرة المضرب (الإنجليزية)
- ماتياس سيلفا على موقع كأس ديفيز (الإنجليزية)
- ماتياس سيلفا على موقع خلاصة التنس.كوم (الإنجليزية)